# Luis Gago
Luis Gago fue un dibujante de cómic español (Madrid, 1926-Valencia, 1995), seguidor de su hermano Manuel.

## Obra
| Años | Título                           | Guionista     | Tipo   | Publicación |
| ---- | -------------------------------- | ------------- | ------ | ----------- |
| 194? | El Guerrero del Antifaz núm. ?   |               | Serial | Valenciana  |
| 1944 | El Pequeño Luchador núm. 13 a 30 |               | Serial | Valenciana  |
| 1947 | Ricardo Manteca y Jorgito Apuros | Luis Gago     | Serial | Bruguera    |
| 1948 | El Pirata Negro                  |               | Serial | Bruguera    |
| 1948 | El Justiciero Fantasma           |               | Serial | Bruguera    |
| 1949 | Diamante Negro                   | Pedro Quesada | Serial | Toray       |
| 1949 | Jim Diamont                      | Pablo Gago    | Serial | Valenciana  |
| 1951 | David, de la Policía Montada     | Pablo Gago    | Serial | Valenciana  |